# Selenops dufouri
Espèce
Synonymes
- Hovops dufouri (Vinson, 1863)

Selenops dufouri est une espèce d'araignées aranéomorphes de la famille des Selenopidae.

## Distribution
Cette espèce se rencontre à Madagascar et à La Réunion.

## Description
La femelle holotype mesure 12 mm.

## Étymologie
Cette espèce est nommée en l'honneur de Jean-Marie Léon Dufour.

## Publication originale
- Vinson, 1863 : Aranéides des îles de la Réunion, Maurice et Madagascar. Paris, p. 1-337.